# I. Rorgon, Maine grófja
Rorgon, az első maine-i gróf, más néven Rorico vagy Rorich (770 körül –  839) szász nemes volt, 800 körül feleségül vette Nagy Károly frank király lányát, Rotrudot (? – 810. június 6.) . Egy fia született tőle, Ludwig (?-867), aki később saint-denisi apát és Kopasz Károly kancellárja lett. 
Később újra megházasodott. Egy Bilchilde nevű nőt vett el, akitől az alábbi gyerekei születtek: Gauzfried, Bilchilde, Gauzlin (Párizs püspöke, Kopasz Károly tanácsadója), Gauzbert és Rorgon (a második majnai gróf).
Rorgon 832-ig rennes-i gróf volt, ebben az évben lett első majnai gróf. A grófi családot róla nevezték el Rorgonidáknak.
Rorgont Rorico néven Gerhart Hauptmann is fellépteti a Kaiser Karls Geiselben.
1. ↑  Rodovid